# Carminati & Toselli

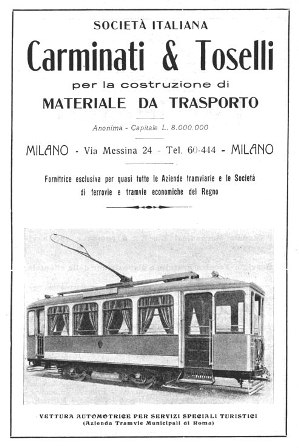
Inserat mit Straßenbahnwagen für Rom

Carminati & Toselli war ein Straßenbahn- und Eisenbahnhersteller in Mailand. Das Unternehmen war zwischen 1899 und 1935 tätig und belieferte zahlreiche italienische Eisenbahn- und Straßenbahnbetriebe mit Lokomotiven, Triebwagen und Anhängern.

## Geschichte

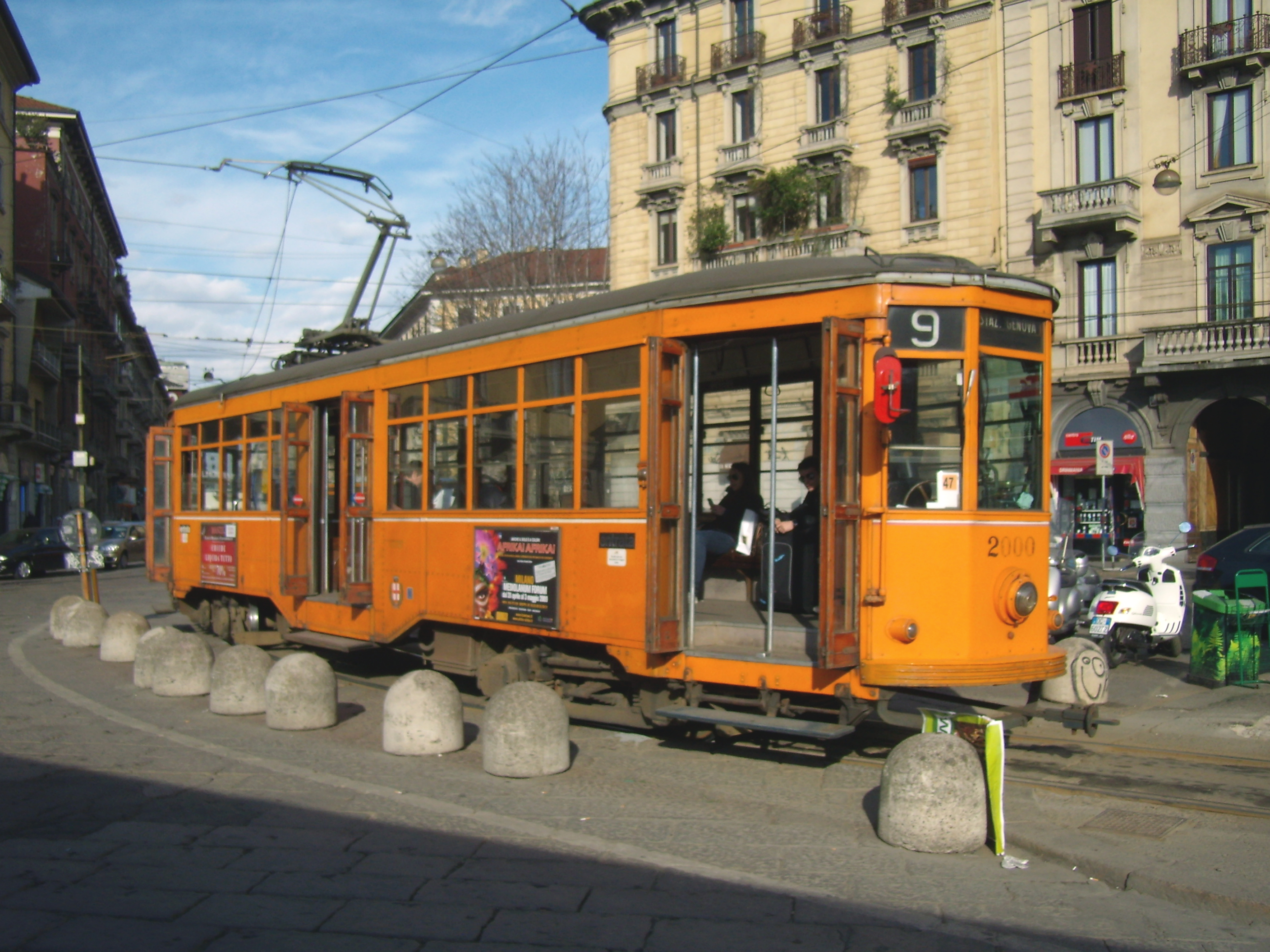
Ventotto-Straßenbahnwagen

Das Unternehmen nahm 1899 unter der Bezeichnung Carminati, Toselli & C. seine Tätigkeit auf und war von Beginn an im Straßenbahn- und Eisenbahnsektor tätig. Anfang 1907 wurde das Unternehmen zahlungsunfähig, sodass es mit neuem Kapital in die Società Italiana Carminati Toselli überführt werden musste. Der Firmensitz war an der Via Messina 24, das Firmengelände belegte den Straßenblock zwischen Via Messina, Via Procaccini, Via Nono und Piazza Coriolano. Die Produktion beschäftigte bis zu 1300 Mitarbeiter. Die meisten Fahrzeuge wurden in Italien abgesetzt, einige gingen aber auch in die italienische Kolonie Eritrea in Ostafrika. Nach dem Ersten Weltkrieg und der Weltwirtschaftskrise der 1920er Jahre begann eine sehr prosperierende Periode. In dieser Zeit wurden 112 Straßenbahnwagen der Bauart Ventotto für die Azienda Trasporti Milanesi, die Straßenbahngesellschaft Mailands, gebaut, die über Jahre das Straßenbild der Stadt prägten. Die elektrische Ausrüstung stammte von der Compagnia Generale di Elettricità (CGE), einer Tochtergesellschaft der General Electric und von der Tecnomasio Italiano Brown Boveri (TIBB), einer Tochtergesellschaft von Brown, Boveri & Cie. (BBC) aus der Schweiz. Das Unternehmen kam in den 1930er Jahren in finanzielle Schwierigkeiten und wurde 1935 aufgelöst. Das Industriegelände wurden zunächst vermietet und dann an verschiedene Unternehmen verkauft, die die unterschiedlichsten Tätigkeiten ausübten. Später übernahm die Stadt Mailand das Gelände, die es unter dem Namen Fabbrica del Vapore für Kulturveranstaltungen und Versammlungen nutzt.

## Erhaltene Fahrzeuge

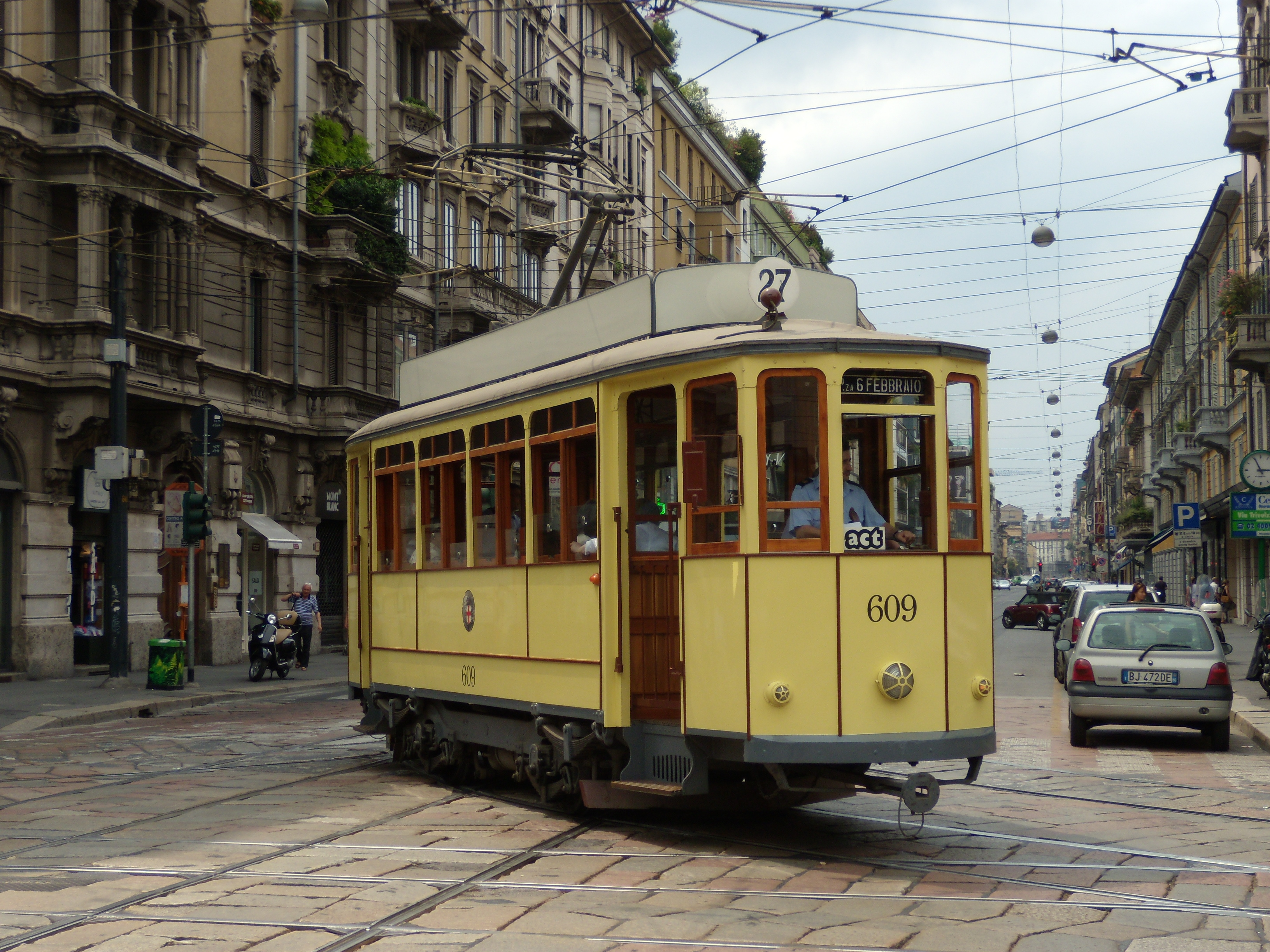
Triebwagen 609 der Straßenbahn Mailand
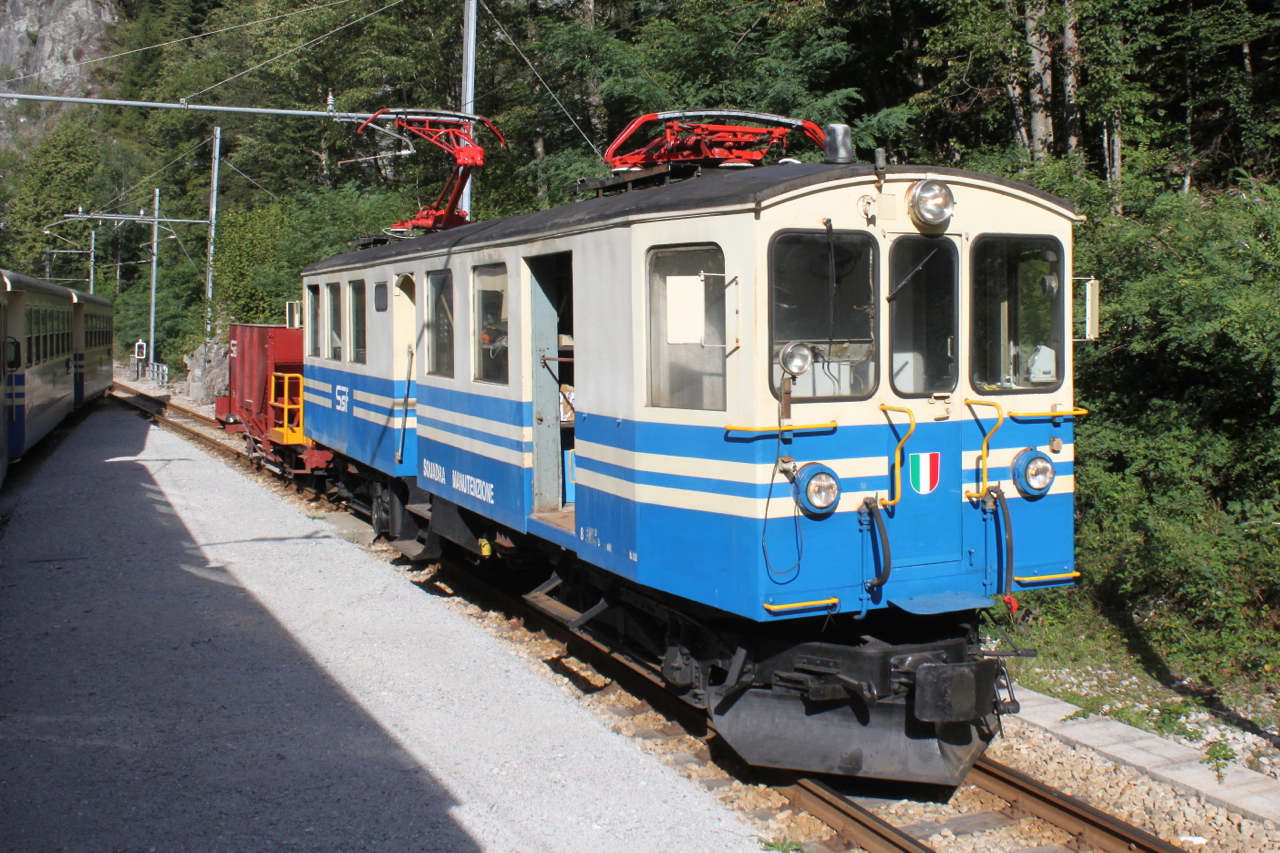
Triebwagen der Centovallibahn
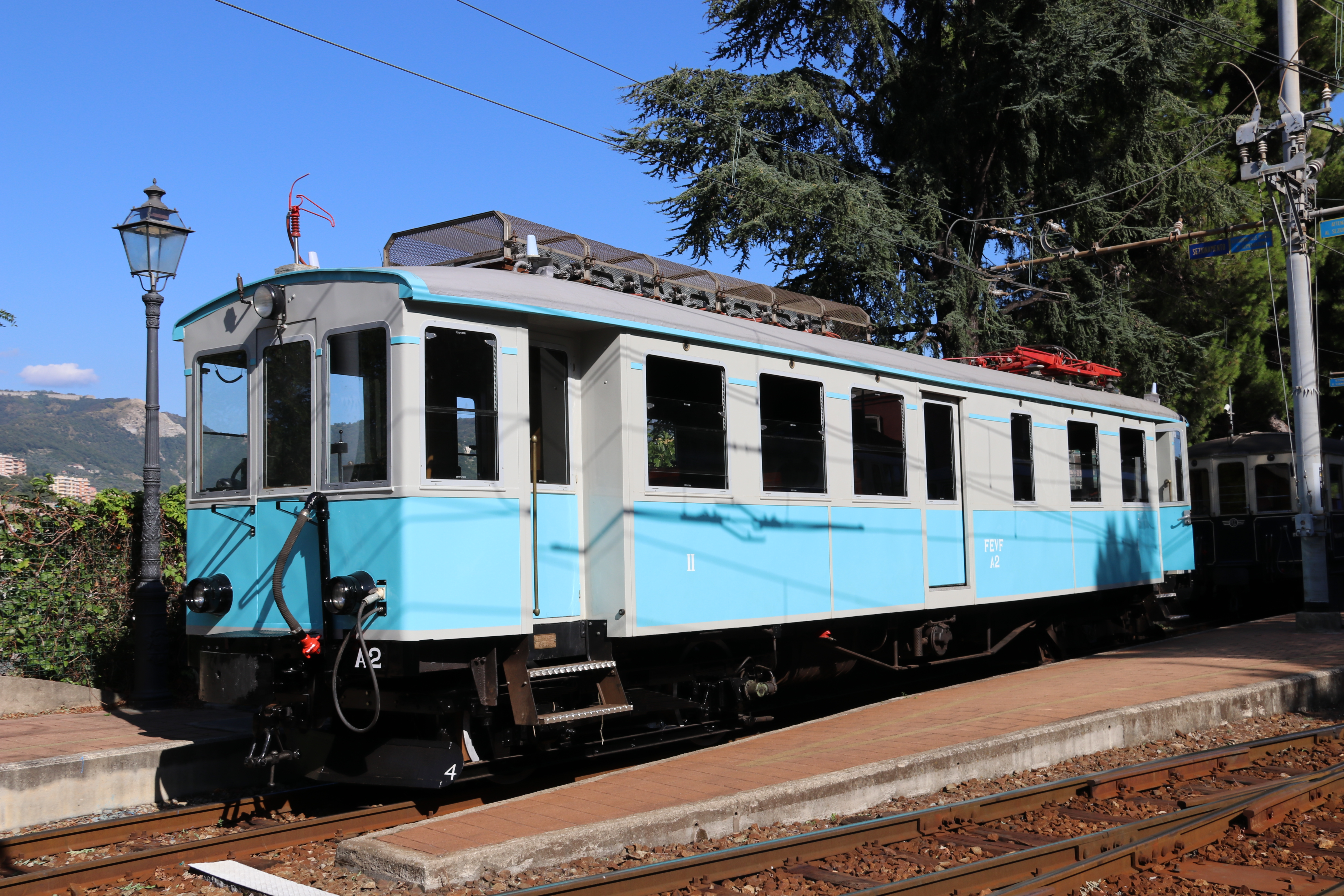
Restaurierter Triebwagen der Fleimstalbahn von 1929